# Gare de Froha
La gare de Froha, est une ancienne gare ferroviaire algérienne située dans la commune de Froha, dans la wilaya de Mascara.

## Situation ferroviaire
Établie à une altitude de 475,790 m, la gare est située au point kilométrique (PK) 145,100 de la ligne d'Oran à Kenadsa, où elle est précédée de l'ancienne gare de Tizi et suivie de l'ancienne gare de Ghriss. 

## Histoire
La gare est mise en service le 28 septembre 1879 lors de l'ouverture de l'ancienne ligne à voie étroite de 1 055 mm d'Arzew à Saïda où elle était précédée de la gare de Tizi  et suivie de la gare de Thiersville (gare de Ghriss),,.